# Tephritis pallescens
Tephritis pallescens är en tvåvingeart som beskrevs av Erich Martin Hering 1961. Tephritis pallescens ingår i släktet Tephritis och familjen borrflugor.
Artens utbredningsområde är Afghanistan. Inga underarter finns listade i Catalogue of Life.